# Zdunowice
Zdunowice (kaszub. Zdënejce) – osada kaszubska w Polsce położona w województwie pomorskim, w powiecie kartuskim, w gminie Sulęczyno.
Wieś otoczona lasami nad jeziorem Suminko w pobliżu jeziora Sumino, stanowi sołectwo Zdunowice w którego skład wchodzą również miejscowości Małe Zdunowice, Ostrowite i Ogonki.
W latach 1975–1998 miejscowość administracyjnie należała do województwa gdańskiego.
Urodził się tutaj Antoni Bazyli Wandtke (ur. 13 września 1891, zm. 12 sierpnia 1978 w Katowicach) – pułkownik piechoty Wojska Polskiego.